# ستيف ميلنر
ستيف ميلنر (22 فبراير 1953 في المملكة المتحدة - ) (بالإنجليزية: Steve Milner)‏ هو لاعب كريكت بريطاني. لعب مع Cheshire County Cricket Club ‏ والمقاطعات الوطنية للكريكيت الإنجليزي والويلزي ‏.

## وصلات خارجية
- ستيف ميلنر على موقع إي آس بي آن كريك إنفو (الإنجليزية)